# Skalendiagramm
Ein Skalendiagramm ist die graphische Darstellung von Skalen in Form eines Diagramms. Dabei wird das Diagramm aus meist zwei oder mehr Achsen aufgebaut. Abhängig vom Skalenniveau spricht man bei einer Nominalskala auch von der Kategorieachse bei einer Ordinalskala und Kardinalskala (Skalar) von der Skalenachse.
Der Begriff Skalendiagramm wird vorwiegend dann verwendet, wenn der Skalen-Charakter von besonderem Interesse ist. Ansonsten wird begrifflich eher die Darstellungsart hervorgehoben wie z. B. beim Punktdiagramm, Liniendiagramm oder Säulendiagramm.

## Skalendiagramme in der Meteorologie

Skalendiagramm typischer atmosphärischer Bewegungsformen

Ein bekanntes Beispiel aus der Meteorologie ist das hier abgebildete Skalendiagramm nach Fortak. Dabei werden charakteristische Bewegungsformen von Geofluiden in ihrer räumlichen und zeitlichen Ausdehnung in Skalen angeordnet. Entlang der horizontalen Achse (Abszisse) wird logarithmisch der räumliche Umfang der Bewegung und entlang der vertikalen Achse (Ordinate) ebenfalls logarithmisch der zeitliche Umfang abgetragen. In dieser Darstellung wird der Zusammenhang zwischen der räumlichen und der zeitlichen Ausdehnung anschaulich erkennbar. In ähnlicher Weise lassen sich z. B. auch Strömungen in den Weltmeeren in ihren Raum- und Zeit-Skalen darstellen.

## Skalendiagramme bei Wavelets
Die Wavelet-Transformation ist in der Mathematik eine Methode zur Darstellung allgemeiner Funktionen durch Terme einfacherer Funktionen (Wavelets) an verschiedenen Positionen und in unterschiedlichen Skalen. Graphische Darstellungen dieser Skalenabhängigkeit werden entsprechen auch als Skalendiagramme bezeichnet.